# Christine Adjobi
Tiến sĩ Christine Adjobi là một chính trị gia và bác sĩ người Bờ Biển Ngà. Là thành viên của Mặt trận bình dân Ivorian (FPI), bà là Bộ trưởng cho cuộc chiến chống lại AIDS trong chính phủ Ivorian của Thủ tướng Guillaume Soro \. Vào năm 2002-2003, trong cuộc Nội chiến Ivorian, Tiến sĩ Adjobi là Bộ trưởng Phụ trách Chống lại AIDS. Do đó, bà đã lãnh đạo một chiến dịch tại các khu vực bị bao vây, nhằm vào những người tị nạn chiến tranh, người bản địa và các lực lượng vũ trang quốc gia (FANCI), tất cả những người, trong thời gian chiến tranh, có nguy cơ nhiễm HIV và tình dục cao hơn nhiễm trùng lây truyền. Bà quyết định chăm sóc tâm lý xã hội và trị liệu cho những người nhiễm HIV. Do đó, liên tiếp, bà tham gia Dự án Retro-CI của CDC tại Trung tâm Chẩn đoán và Nghiên cứu về AIDS và các bệnh nhiễm trùng cơ hội khác (CEDRES), tại đơn vị ngoại trú của Trung tâm Bệnh viện Đại học Treichville.